# 诺克塞克 (华盛顿州)
诺克塞克（英文：Nooksack），是美国华盛顿州霍特科姆县下属的一座城市。根据 2000年美国人口普查，该市有人口851人。根据2010年美国人口普查，该市有人口1,338人。而2011年估计该市有1,355人。